# Neophyllaphis michelbacheri
Neophyllaphis michelbacheri är en insektsart som först beskrevs av Essig 1953.  Neophyllaphis michelbacheri ingår i släktet Neophyllaphis och familjen långrörsbladlöss. Inga underarter finns listade i Catalogue of Life.